# 黑百合 (守望先锋)
黑百合是一名出现于暴雪娱乐开发的第一人称射击游戏《守望先锋》可操控的的玩家角色。是游戏中较著名的角色之一，出身法国，本名为艾米丽·拉克瓦（Amélie Lacroix）。

## 开发与设计
黑百合于2014年BlizzCon首次亮相，她的定位为狙击手和轻装甲刺客，还配备了抓钩和穿墙查看的能力。2015年11月更新的补丁削弱了黑百合的终极能力“红外侦测”，在红外侦测生效期玩家将不能够为黑百合的终极能力充能。
黑百合有着蓝色的皮肤，她的生理机能在秘密训练中改变，心跳减缓，她的皮肤从而变成了游戏中看到的颜色。
为使她作为法国角色更为合理，在游戏的法语版中她被更名为（蛇蝎美人）。

## 玩法
黑百合是一名防御型角色。她的防御性质体现在她的狙击手身份上；VG247称她为“经典狙击手”。黑百合配备了具有两种模式的步枪“黑百合之吻”。在不开瞄准镜时枪接近中等突击步枪的水平，打开瞄准镜时它会变成远距离狙击武器。她还具有抓钩能力，将她拉向目标位置。此外，她的“剧毒诡雷”是一个小型炸药，可以附着在几乎任何表面，当敌人靠近时就会爆炸并释放毒气。最后，她的终极能力为红外侦测，可以让她和队友在看透障碍物后的敌人，经常被用于对付敌人侧翼。

## 出场

### 《守望先锋》
在黑百合的虚构传记中，她的真名为艾米丽·拉克瓦，33岁，行动基地法国安纳西。在守望先锋的世界观中，黑百合曾与杰哈·拉克瓦结婚。杰哈·拉克瓦的真实身份是守望先锋在对抗恐怖组织“黑爪”的一系列行动中的先锋探员。在多次刺杀杰哈无果之后，黑爪特工绑架了艾米丽并对其进行了一项高强度神经重构计划。他们将其变成了一个潜伏特工。她最终被守望先锋探员找到。两周之后，她杀死了睡梦中的杰哈。完成任务之后，艾米丽回归了黑爪。她接受了高强度的隐秘行动训练，生理结构也被进行了调整，心跳速率大幅降低，体温骤降的同时皮肤也变成了冰冷的蓝色并且再也无法感受到人类情感。

### 动画
黑百合在四集守望先锋系列动画短片的第二集《新生》中出场。短片设定于伦敦国王大道，这也是游戏中的一张地图。短片中，黑百合计划暗杀香巴里领袖泰哈撒·孟达塔。香巴里是一个智械组织，主张人类和机器人和谐相处。她受到了前守望先锋特工猎空的阻挠，在屋顶与她战斗。然而，猎空没能打败黑百合, 黑百合成功暗杀了孟达塔。

## 评价
此角色受到了积极评价。VG247在其守望先锋英雄指南中把黑百合贴上了“经典狙击角色”和“出色的防御英雄”的标签，并指出她“最适合在有长走廊的开阔地图中行动”。
《硬派玩家》的马特·惠特克（Matt Whittaker）写道"黑百合是传统的狙击手英雄，她在那些有扎实键盘和鼠标技能或者擅长狙击的玩家手中尤为致命"。Gameranx的凯文·梯伦豪斯（Kevin Thielenhaus）也称“这一角色需要技巧，但即使你是在线竞技FPS的新人，她发挥的威力也足以帮到全队。”
有人指出黑百合是《守望先锋》最热门的角色之一，她在公测期间是最火的防御型英雄；《Paste》杂志的苏瑞尔·巴斯克斯（Suriel Vazquez）在她的“有多少次他们让我大叫‘扯淡’“的名单中把黑百合排在第6名，表示”对付她让人感到沮丧“。《PC Magazine》的威尔·格林沃尔德（Will Greenwald）称黑百合是他五个最喜欢玩的角色之一，她可以在短/中和长距离范围控制要道。
Inverse的马特·金（Matt Kim）称黑百合是“粉丝最喜爱的”角色。《守望先锋》的角色也正变为Cosplay的热门主题，俄罗斯角色扮演者珍妮特·"Incosplay"·维诺格拉多娃（Jannet "Incosplay" Vinogradova）扮演的黑百合受到了Kotaku的海利·威廉姆斯（Hayley Williams）的好评，他写道“这名俄罗斯角色扮演者扮演的黑百合正风靡世界，看起来它已经从游戏本身剥离出来。”《守望先锋》的发行导致了大量针对游戏内角色的粉丝原创色情产生；在游戏公测版上线后，“Overwatch”相关搜索在Pornhub上涨了817%，其中最热门的角色是猎空与黑百合。
在柯南秀的“无厘头玩家”一节中，《权力的游戏》演员彼特·丁拉基和琳娜·海蒂和主持人柯南·奥布莱恩试玩了《守望先锋》，他们都选择了黑百合。Tech Times评论道“到目前为止黑百合在《守望先锋》中是最传统的性感角色。她身材高挑并穿着高跟鞋。”